# François-Rolland Elluin
François-Rolland Elluin (Abbeville, 5 de mayo de 1745 - París, 1810) fue un grabador francés, principalmente reconocido por sus ilustraciones de escenas eróticas.

## Biografía
Elluin nació en la ciudad francesa de Abbeville en 1815. Hijo de un vendedor, cuando pudo independizarse se instaló en París, donde vivió en la casa de un pariente, el grabador Jacques Fermín Beauvarlet y de quien sería su alumno. Produjo allí algunas estampas catalogadas como "serias" por François Boucher, Luca Giordano y Jean-Baptiste Greuze, y luego, ya con experiencia y habiendo entrado en el mundo artístico parisino, realizó numerosos retratos de actores y actrices. Se asoció luego con el vendedor de libros Hubert Martin Cazin y con el pintor Antoine Borel para dedicarse al grabado de imágenes de personajes licenciosos. 
Elluin realizó, gracias a dicha asociación, varias series de ilustraciones para La Tentation de Saint Antoine de Michel-Jean Sedaine, Histoire de Dom Bougre de Jean-Charles Gervaise de Latouche, L'Arétin français de François-Félix Nogaret, Félicia, ou Mes fredaines de Andréa de Nerciat, Parapilla de Charles Borde, La Foutro-manie de Gabriel Sénac de Meilhan, L'Académie des dames de Nicolas Chorier, La Fille de joie, ou Mémoires de Miss Fanny de John Cleland, así como para Cantiques et pots-pourris y Thérèse philosophe.

## Crítica
Los historiadores del arte Roger Portalis y Enrique Béraldi han escrito "No podemos negar que las ilustres obras hechas por Borel y Elluin poseen valor", pero consideraron que "el estilo de Elluin es pesado, sin ánimo". Ambos juzgaron, por otro lado, que sus retratos "no demuestran gran habilidad ni valor artístico", y concluyeron: "Elluin, en suma, salvo en algunas de sus viñetas eróticas, en las cuales se aplicó particularmente, como a una obra que le gustara, fue simplemente un grabador muy ordinario".

## Obras

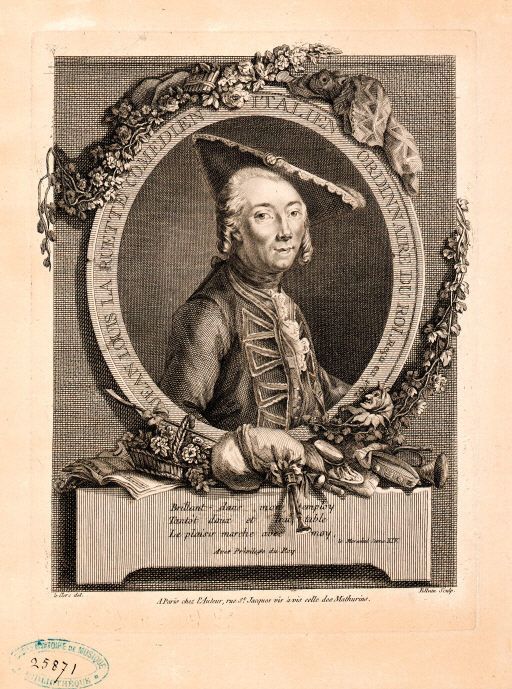
Jean-Louis La Ruette comediante italiano ordinario del Rey según Sébastien Leclerc.
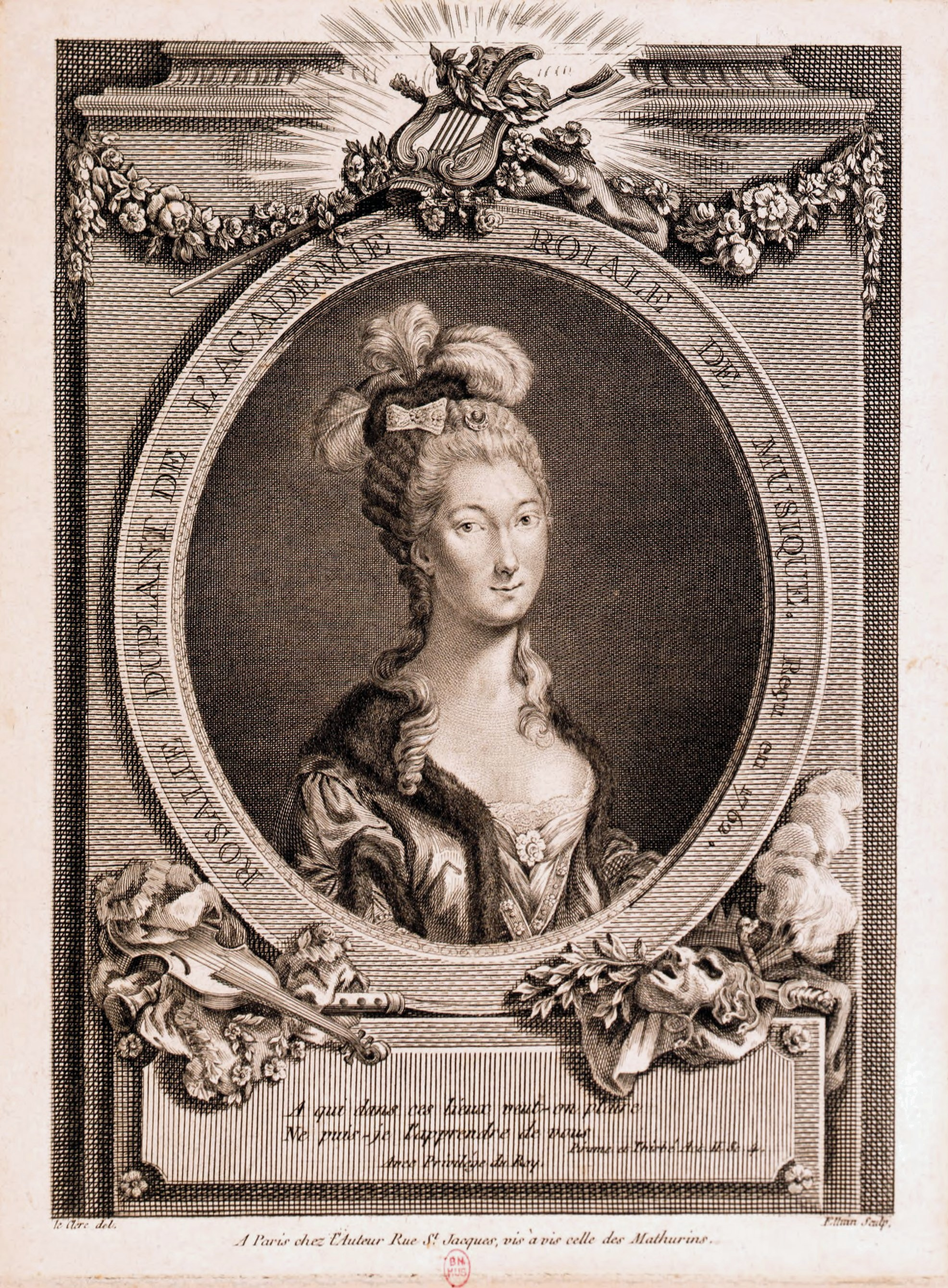
Rosalie Duplant cantante de ópera según Sébastien Leclerc.

## Ilustraciones eróticas

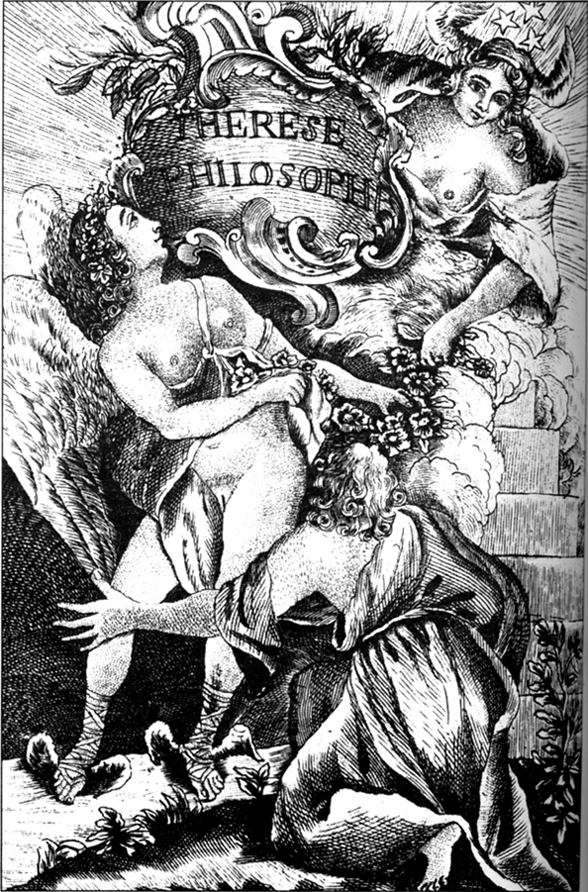
Thérèse philosophe también atribuido a Denis Diderot, Jean-Baptiste Boyer d'Argens, Xavier d'Arles de Montigny, Théodore-Henri de Tschudi.
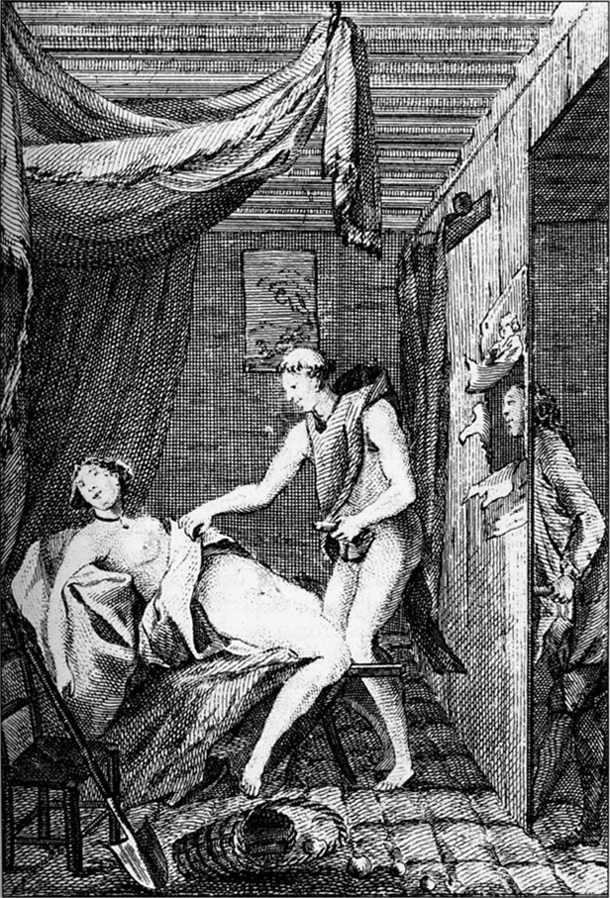
Histoire de Dom Bougre de Jean-Charles Gervaise de Latouche.
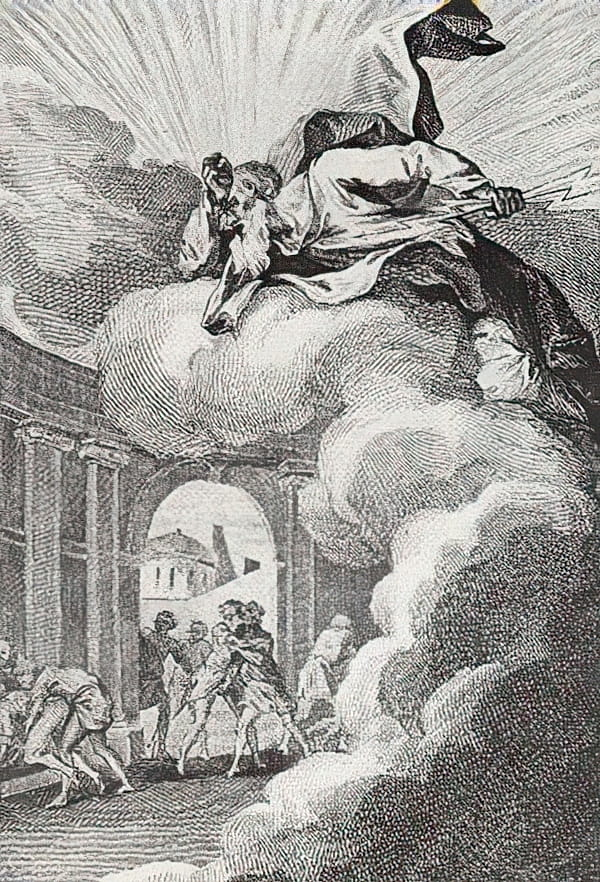
Sodomites provoquant la colère divine en Le Pot-Pourri de Loth por el autor anónimo de Cantiques et pots-pourris.

## Iconografía
- Cent vignettes érotiques pour illustrer sept romans libertins du dix-huitième siècle, de Borel, gravées par Elluin, prefacio de Alain Clerval, R. Borderie, Nyons, 1978